# Amtsgericht Bojanowo
Das Amtsgericht Bojanowo war ein preußisches Amtsgericht mit Sitz in Bojanowo (Provinz Posen).

## Geschichte
Das königlich preußische Amtsgericht Bojanowo wurde mit Wirkung zum 1. Oktober 1879 als eines von sieben Amtsgerichten im Bezirk des Landgerichtes Lissa im Bezirk des Oberlandesgerichtes Posen gebildet. Der Sitz des Gerichtes war Bojanowo. Sein Gerichtsbezirk umfasste aus dem Kreis Kröben die Stadtbezirke Bojanowo und Punitz und den Polizeidistrikt Bojanowo ohne eine Reihe von im Gesetz genannten Gemeindebezirken. Am Gericht bestand 1880 eine Richterstelle. Das Amtsgericht war damit das kleinste Amtsgericht im Landgerichtsbezirk. Der Amtsgerichtsbezirk kam aufgrund des Versailler Vertrages 1919 zu Polen, und das Amtsgericht stellte seine Arbeit ein. An seine Stelle trat das polnische Sąd Powiatowy w Bojanowie. Im Jahre 1939 wurde Polen deutsch besetzt. Im Rahmen der Neuorganisation der Gerichte in Ostdeutschland und im ehemaligen Polen wurden das Amtsgericht Bojanowo neu gebildet und erneut dem Landgericht Lissa zugeordnet.
Im Jahre 1945 wurde der Amtsgerichtsbezirk unter polnische Verwaltung gestellt, und die deutschen Einwohner wurden vertrieben. Damit endete auch die Geschichte des Amtsgerichtes Bojanowo.